# 399745 Ouchaou
399745 Ouchaou este o planetă minoră (asteroid) din centura de asteroizi. A fost descoperită pe 3 aprilie 2005 la Vicques⁠(d) de Michel Ory⁠(d). 
Obiectul prezintă o orbită caracterizată de o semiaxă mare de 2,7107854064865 UAi, o excentricitate de 0,21, o înclinație de 8,2 ° în raport cu ecliptica.